# 392 pr. n. št.
Stoletja: 5. stoletje pr. n. št. - 4. stoletje pr. n. št. - 3. stoletje pr. n. št.
Desetletja: 440. pr. n. št. 430. pr. n. št. 420. pr. n. št. 410. pr. n. št. 400. pr. n. št. - 390. pr. n. št. - 380. pr. n. št. 370. pr. n. št. 360. pr. n. št. 350. pr. n. št. 340. pr. n. št.
Leta: 397 pr. n. št. 396 pr. n. št. 395 pr. n. št. 394 pr. n. št. 393 pr. n. št. - 392 pr. n. št. - 391 pr. n. št. 390 pr. n. št. 389 pr. n. št. 388 pr. n. št. 387 pr. n. št.

## Dogodki
- konec druge kartažansko-sirakuške vojne.